# Caspar Frederik Munthe
Caspar Frederik Munthe, född den 31 oktober 1704 i Molde, död den 10 december 1763 i Köpenhamn, var en dansk klassisk filolog.
Från Throndhjems skola kom han 1723 till universitetet i Köpenhamn, blev alumn på Borchs Kollegium och tog 1735 magistergraden. År 1731 blev han anställd vid Vor Frue Skole i Köpenhamn som hörare och steg till vicerektor 1740. År 1747 blev han utsedd och 1748 utnämnd till professor i grekiska vid universitetet, men arbetade samtidigt vid skolan till 1759. År 1762 utnämndes han till justitsråd. Utöver några Observationes till Nya testamentet, som han ville kasta ljus över genom jämförelser med Herodotos och Diodoros, samt en rad Disputationes de historia Græcæ lingvæ (i samma stil som Christian Falsters Qvæstiones romanæ, sive, idea historiæ litterariæ romanorum) gjorde han sig ett namn genom den på danska skrivna läroboken i grekisk grammatik (1744), som länge användes i skolorna.